# Gabriel Antonio Mestre
Gabriel Antonio Mestre (Mar del Plata, 15 de septiembre de 1968) es un eclesiástico, teólogo y profesor católico argentino, párroco de Nuestra Señora de Fátima en Mar de Ajó desde 2024. Fue arzobispo de La Plata, desde 2023 hasta 2024, y obispo de Mar del Plata, entre 2017 y 2023.

## Biografía

### Primeros años
Nació el 15 de septiembre de 1968, en la ciudad argentina de Mar del Plata. Hijo de Cándido Mestre y Ana Luisa Gasparoli, comerciantes de clase media del barrio San Juan.
Fue bautizado en la parroquia San José de Mar del Plata. Recibió la primera comunión en la parroquia San Pablo. Fue confirmado en la Catedral de Mar del Plata, en octubre de 1984.

### Formación
Realizó su formación primaria en la Escuela N° 61, y la secundaria en la ENET N° 1, obteniendo el título de técnico químico.
Cursó un año la carrera de Trabajo social en la Universidad Nacional de Mar del Plata. En marzo de 1989, ingresó al Seminario Mayor de La Plata, egresando con los títulos de profesor de Filosofía y Ciencias de la educación, y profesor de Teología y Ciencias de la Religión.
En 2001, tras realizar estudios en la Universidad Católica Argentina, obtuvo la licenciatura en Teología bíblica, con el trabajo: Felipe y el eunuco etíope: Hechos 8, 25–40.

### Sacerdocio
Fue ordenado diácono el 2 de agosto de 1996, en la Catedral Basílica de Mar del Plata, a manos del obispo José María Arancedo. Su ordenación sacerdotal fue el 16 de mayo de 1997, en el mismo lugar y a manos del mismo obispo.
El 18 de mayo siguiente, celebró su primera misa en la catedral.
Como sacerdote desempeñó los siguientes ministerios:
- Vicario parroquial de la Catedral Basílica de Mar del Plata (1997-2000).[5]
- Asesor diocesano de los jóvenes de Acción Católica.[4]
- Párroco de la Asunción de la Virgen y capellán del Hospital Materno Infantil de Mar del Plata (2002-2010).
- Miembro del Consejo Presbiteral.
- Miembro del Colegio de los Consultores.
- Vicerrector y profesor en la Escuela Universitaria de Teología de Mar del Plata.

También fue fundador y consultor de la Comisión bíblica diocesana.
- Representante eclesiástico del Instituto de Formación Pablo VI (2002-2007).
- Párroco de la Inmaculada Concepción de Villa Gesell (2010-2012).[6]
- Consultor de la Secretaría diocesana de Pastoral Familiar (2010-2014).
- Miembro del Centro Bíblico Pastoral de América Latina y el Caribe del CELAM.
- Vicario general y párroco de la Catedral Basílica de Mar del Plata (2012-2017).[6]

Es autor de diversos libros vinculados a la temática bíblica.

## Episcopado

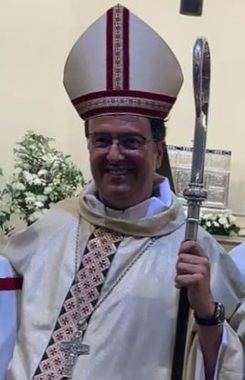
Mestre en 2021.

### Obispo de Mar del Plata
El 18 de julio de 2017, el papa Francisco lo nombró obispo de Mar del Plata.
Fue consagrado el 26 de agosto del mismo año, en la Catedral Basílica de Mar del Plata, a manos de su predecesor el obispo Antonio Marino. Tomó posesión canónica el mismo día de su ordenación. Esta ceremonia marcó un hecho histórico al ser el primer  marplatense en ocupar tal cargo. Como obispo de Mar del Plata, adquirió el cargo de Gran canciller de la Escuela Universitaria de Teología de Mar del Plata, donde continuó enseñando el Nuevo Testamento. 
Desde 2018, también se desempeñó como profesor en el Seminario Mayor de La Plata.
En agosto de 2020, se realizó estudios de laboratorio y dio positivo a un segundo hisopado de COVID-19, tras presentar síntomas del virus. Durante ese tiempo se encontró aislado en la Catedral.

### Arzobispo de La Plata
El 28 de julio de 2023, el papa Francisco lo nombró arzobispo de La Plata. Tomó posesión canónica el 16 de septiembre del mismo año, durante una ceremonia en la Catedral de La Plata, convirtiéndose en el segundo marplatense en ocupar el cargo, tras Antonio José Plaza, entre 1955 y 1985.

### Renuncia
El 27 de mayo de 2024, el papa Francisco aceptó su renuncia, como arzobispo de La Plata, nombrando a un administrador apostólico al mismo tiempo. En una carta dirigida a la arquidiócesis, alegó su renuncia a pedido del propio Papa, debido a asuntos relacionados con la diócesis de Mar del Plata. Mestre fue arzobispo durante ocho meses y medio.
Varios medios de comunicación comenzaron a revelar, con el paso de los días, los detalles de la renuncia de Gabriel Mestre. Se descubrió que la situación había iniciado con el nombramiento, por parte del Colegio de Consultores, de un administrador diocesano de la total confianza de Mestre: el presbítero Luis Albóniga, quien, al parecer, era considerado como un posible sucesor al frente de la sede marplatense. A Mestre se le acusó de liderar una rebelión en Mar del Plata para imponer a Albóniga como su sucesor. Tras las renuncias de dos obispos electos, se produjo una manifestación de fieles en plena Misa crismal en la catedral, en protesta por el traslado de Albóniga por "un tiempo fuera de la Diócesis" para ejercer su ministerio en la diócesis de Jujuy.
El 22 de septiembre de 2024, celebró su última misa en la catedral de la sede platense, despidiéndose de la comunidad debido a un nuevo encargo pastoral.
- Párroco de Nuestra Señora de Fátima, en Mar de Ajó (desde 2024).[23][24][1]

En la Conferencia Episcopal Argentina, fue presidente de la Comisión de Catequesis y Pastoral Bíblica entre 2021 y 2024, de la que fue miembro desde 2017.